# Gournay-Loizé

Gournay-Loizé este o comună în departamentul Deux-Sèvres, Franța. În 2009 avea o populație de 616 de locuitori.